# Cristóbal de Morales

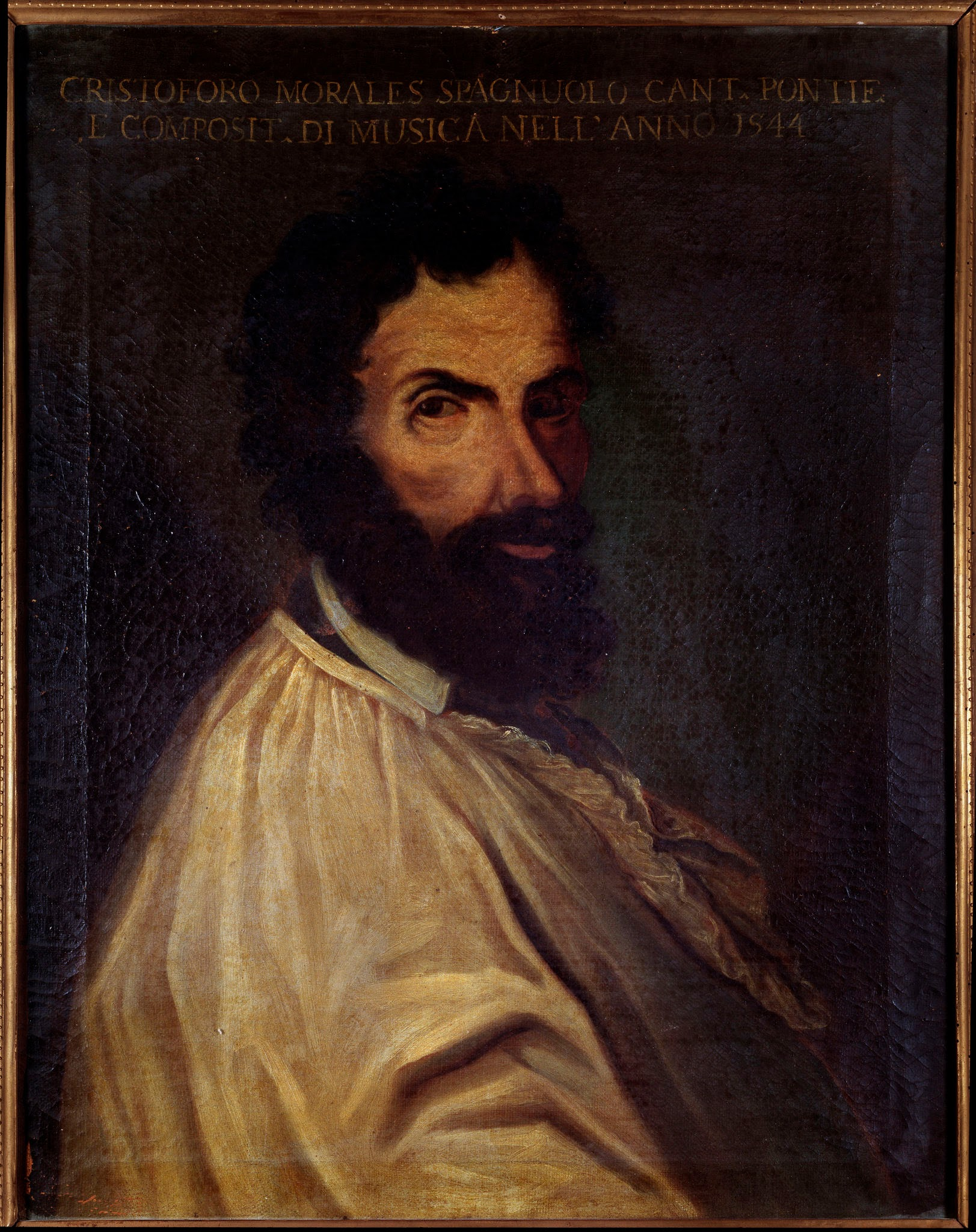
Cristóbal de Morales

Cristóbal de Morales (* um 1500 in Sevilla (?); † zwischen 4. September und 7. Oktober 1553 in Marchena (?)) war ein spanischer Komponist. Er gilt als der erste bedeutende spanische Komponist der Renaissance.

## Leben
Über seine Herkunft gibt es keine gesicherten Erkenntnisse. Das früher angenommene Geburtsdatum 2. Januar 1512 dürfte falsch sein. Seine musikalische Ausbildung erhielt er möglicherweise als Sängerknabe an der Kathedrale von Sevilla. Erste Anstellungen als Kapellmeister erhielt Cristóbal de Morales 1526 in Ávila und 1529 in Plasencia. 1535 wurde er Sänger in der Sixtinischen Kapelle und lebte und wirkte zur Zeit des Pontifikates von Paul III. 10 Jahre lang in Rom. Zu dieser Zeit wurde er vom Papst geadelt. 1540/41 unterbrach Morales für rund ein Jahr seinen Dienst in Rom und kehrte nach Spanien zurück. In der zweiten Phase seines Dienstes als päpstlicher Sänger häuften sich krankheitsbedingte Ausfälle, da Morales vermutlich an einer schweren Gicht litt. 1545 beendete er seinen Dienst in Rom endgültig und kehrte in die spanische Heimat zurück, wo er als Kapellmeister an der Kathedrale von Toledo wirkte. 1551 wurde er Kapellmeister an der Kathedrale von Málaga, musste die Tätigkeit jedoch schon bald aus gesundheitlichen Gründen aufgeben. Im September 1553 bewarb er sich erneut nach Toledo, doch muss er kurz darauf gestorben sein, da das Domkapitel von Málaga am 7. Oktober das zuvor von ihm bewohnte Haus zur Vermietung anbot.
Bereits zu seinen Lebzeiten erschienen zahlreiche seiner Kompositionen im Druck, was damals durchaus unüblich war.

## Werke
- 22 Messen

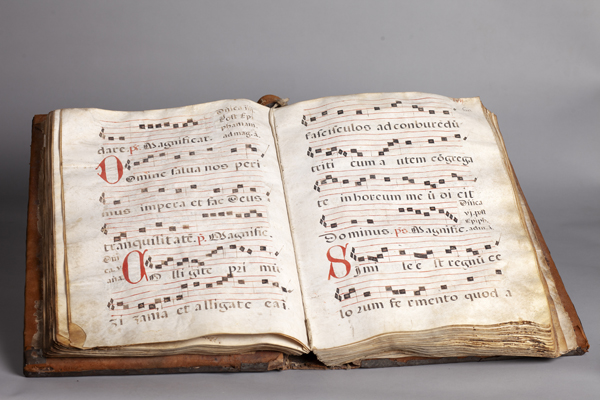
Messe von Cristóbal de Morales (Museo Parroquial, Pastrana)

  - Missarum Liber primus (Rom, 1544)
    - Missa Aspice Domine 4v
    - Missa Ave Maris Stella 4v
    - Missa De Beata Virgine 4v
    - Missa L’homme armée 5v
    - Missa Mille regretz 6v
    - Missa Quaeramus cum pastoribus 5v
    - Missa Si bona suscepimus  6v
    - Missa Vulnerasti cor meum 4v

  - Missarum Liber secundus (Rom, 1544)
    - Missa Benedicta est regina caelorum [= Missa Valenciana] 4v
    - Missa De Beata Virgine 5v
    - Missa Gaude Barbara 4v
    - Missa L’homme armée 4v
    - Missa Pro defunctis 5v
    - Missa Quem dicunt homines 5v
    - Missa Tu es vas electionis 4v

  - Weitere:
    - Missa Caça
    - Missa Cortilla
    - Missa Desilde al cavallero 4v
    - Missa Super Ut re mi fa sol la 4v
    - Missa Tristezas me matan 5v
- Officium defunctorum 4v (ca. 1526–28)
- 16 Vertonungen des Magnificat
- 5 Lamentationen
- mehr als 100 Motetten